# VLM (razzo)
Il VLM ( Veículo Lançador de Microssatélites ) è un lanciatore sviluppato dal comando generale brasiliano per la tecnologia aerospaziale in collaborazione con la Germania. Il progetto è nato nel 2008 come versione semplificata del razzo VLS-1.
È in fase di sviluppo una versione basata sul motore a razzo S-50, con l'obiettivo di lanciare satelliti fino a 150 kg in orbite circolari equatoriali a 300 km di altitudine.

## Storia dello sviluppo
Lo sviluppo del VLM è iniziato nel 2008 allo scopo di lanciare a basso costo e in maniera affidabile i microsatelliti. Inizialmente, fu proposto un razzo a quattro stadi a combustibile solido.
In seguito fu deciso nel 2011 di costruire un precursore a stadio singolo con un nuovo motore chiamato S-50. Il veicolo è in fase di sviluppo e il suo motore viene testato in collaborazione con l' Agenzia spaziale tedesca (DLR). Questo test precursore si chiama VS-50 ed è previsto per il lancio nel 2022. Il veicolo VS-50 misura 12m, 1.46 m di diametro e ha una massa di circa 15 tonnellate.
L'orbiter VLM-1 è progettato per fornire fino a 150 kg carichi utili in un'orbita circolare equatoriale di 300 km, si prevede che VLM-1 abbia una massa totale di 28,000 kg (61,729 lb), comprese 10 tonnellate di propellente. I primi due stadi useranno il motore a combustibile solido S-50, con il terzo che utilizza lo stesso motore S-44 del razzo sonda VS-40 .
- Stadio 1: motore a razzo S-50
- Stadio 2: motore a razzo S-50
- Stadio 3: motore a razzo S-44

Tutti i lanci sono previsti dal Centro di lancio di Alcântara, situato sulla costa atlantica settentrionale del Brasile.

### Famiglia VLX
Quando la progettazione e i test di VLM saranno completati in modo soddisfacente, si prevede di sviluppare una famiglia di razzi più grande chiamata VLX, con l'obiettivo di lanciare carichi utili compresi tra 300 e 500 kg in un'orbita terrestre bassa. La famiglia VLX includerà due lanciatori denominati Aquila 1 (per la consegna da 300 kg a 500 km) e Aquila 2 (per la consegna da 500 kg a 700 km in un'orbita polare).  Un concetto iniziale richiede due motori S-50 laterali configurati come booster strap-on.  Un nuovo motore a combustibile liquido, chiamato L-75, è stato progettato per questa famiglia di vettori.  Si spera che il volo inaugurale dell'Aquila 1 avrà luogo nel 2023 e quello dell'Aquila 2 nel 2026.
In futuro, il motore a razzo a combustibile liquido L5 sostituirà il motore a carburante solido del 3 ° stadio. La configurazione sarà:
- Stadio 1: motore a razzo S-50
- Stadio 2: motore a razzo S-50
- Stadio 3: motore a razzo L5 (da sviluppare)

| # | Veicolo      | Carico utile   | Data     | Base di lancio          |
| - | ------------ | -------------- | -------- | ----------------------- |
| 1 | VLM-1 XVT-00 | Qualificazione | definire | Cosmodromo di Alcântara |
| 2 | VLM V-01     | SHEFEX III     | definire | Cosmodromo di Alcântara |